# Eugeniusz Solski
Eugeniusz Solski (ur. 7 stycznia 1893 w Wilnie, zm. 28 grudnia 1937 w Warszawie) – komandor dyplomowany Marynarki Wojennej.

## Życiorys

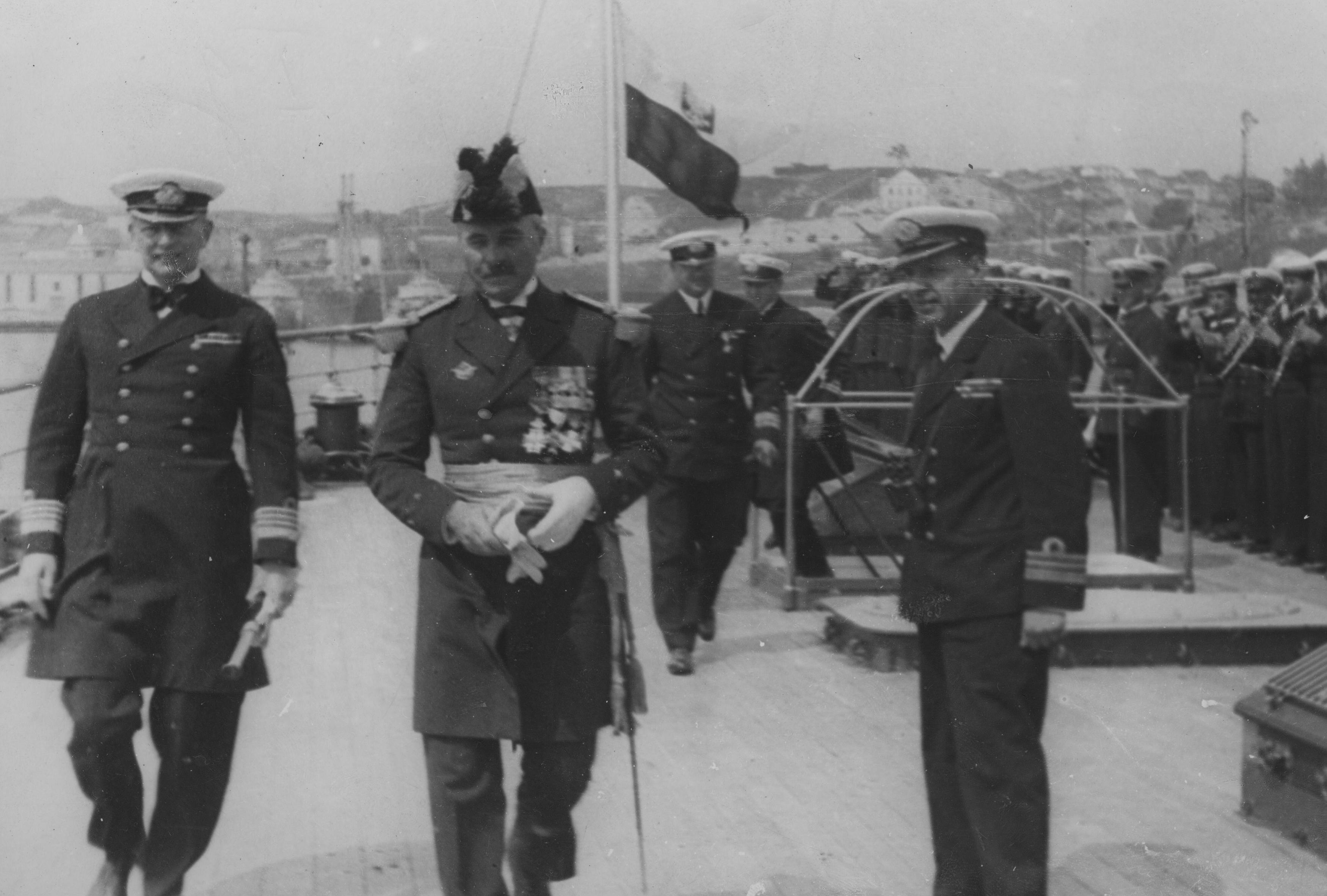
Kmdr Józef Unrug, adm. Jean de Laborde i kmdr Solski na pokładzie ORP „Bałtyk” w czerwcu 1931

Eugeniusz Solski urodził się 7 stycznia 1893 w Wilnie. W 1910 został absolwentem Korpusu Morskiego w Petersburgu. Służył w rosyjskiej marynarce wojennej podczas I wojny światowej awansując do stopnia kapitana. Po wybuchu rewolucji październikowej w 1917 działał w ruchu niepodległościowym na obszarze Finlandii. Przedostał się do Francji, gdzie został absolwentem kursu w Szkole Sztabu w Melun. U schyłku wojny w listopadzie 1918 wstąpił do Armii Polskiej we Francji. Wszedł w skład sztabu III Korpusu Armii gen. Józefa Hallera. 
Po odzyskaniu przez Polskę w 1919 wstąpił do Wojska Polskiego. Po wybuchu wojny polsko-bolszewickiej brał udział w działaniach wojennych. 14 lutego 1920 został przyjęty do utworzonej polskiej Marynarki Wojennej. W randze kapitana uczestniczył w transportowaniu amunicji dla polskich armii z Salonik. Następnie służył w Brytyjskiej Misji Wojskowej w Polsce. Awansowany do stopnia majora objął funkcję szefa Wydziału Zagranicznego w Departamencie Spraw Morskich. Został awansowany do stopnia komandora podporucznika ze starszeństwem z 1 czerwca 1919 i w 1923 był odkomenderowany na studia do Morskiej Szkoły Wojennej (franc. École de Guerre Navale) w Paryżu. Ukończył studia uzyskując tytuł oficera dyplomowanego. Po powrocie do Polski służył w Kierownictwie Marynarki Wojennej: w 1923, 1924 był kierownikiem Wydziału Organizacyjno-Mobilizacyjnego, następnie szefem sztabu. Został awansowany do stopnia komandora porucznika Sztabu Generalnego ze starszeństwem z 15 sierpnia 1924. W czerwcu 1926 został przydzielony do Dowództwa Floty na stanowisko dowódcy Dywizjonu Ćwiczebnego. W kwietniu następnego roku został dowódcą Dywizjonu Torpedowców. W kwietniu 1929 został przydzielony do Dowództwa Floty w Gdyni na stanowisko szefa sztabu. 12 października 1935 został wyznaczony na stanowisko dowódcy Odcinka Wybrzeża Morskiego Hel. 19 marca 1936 został mianowany komandorem ze starszeństwem z 1 stycznia 1936 i 1. lokatą w korpusie morskim. 21 sierpnia tego roku został dowódcą Rejonu Umocnionego Hel. Zmarł 28 grudnia 1937 w Warszawie po długiej chorobie. 31 grudnia 1937 został pochowany na tamtejszym Cmentarzu Wojskowym na Powązkach (kwatera A19-7-16).
Komandor Solski uczestniczył w międzynarodowych konferencjach jako delegat morski Polski, m.in.: w 1929 na X Zgromadzeniu Ligi Narodów, w 1930 na konferencji morskiej w Londynie, jako ekspert na konferencji kodyfikacyjnej w Hadze, jako szef delegacji polskiej i gdańskiej na konferencji dla oświetlenia i oznaczenia brzegów w Lizbonie, w 1932 jako ekspert na konferencji rozbrojeniowej w Genewie. Po tym jak 25 marca 1935 Wielka Brytania podpisała traktat morski ze Stanami Zjednoczonymi i Francją, w maju 1935 został przydzielony jako ekspert do Ambasady RP w Londynie celem prac w razie ewentualnego przystąpienia Polski do tej umowy.

## Ordery i odznaczenia
- Krzyż Kawalerski Orderu Odrodzenia Polski (10 listopada 1933)[14]
- Medal Niepodległości (20 lipca1932)[15]
- Kawaler Orderu Legii Honorowej (III Republika Francuska)
- Komandor Orderu Danebroga (Dania, 10 lutego 1928)[16]
- Komandor Orderu Wazów (Szwecja)[17]
- Order Sławy (Imperium Osmańskie)
- Oficer Orderu Sławy (III Republika Francuska / Tunezja)
- Medal Pamiątkowy Wielkiej Wojny (III Republika Francuska)
- Medal Zwycięstwa (międzysojuszniczy)